# Lobocheilos nigrovittatus
Lobocheilos nigrovittatus är en fiskart som beskrevs av Smith, 1945. Lobocheilos nigrovittatus ingår i släktet Lobocheilos och familjen karpfiskar. Inga underarter finns listade i Catalogue of Life.